# Sønder Løgum Kirke
Sønder Løgum Kirke (Tysk: Marien-Kirche) er en romansk kirkebygning i landsbyen Sønder Løgum (Süderlügum) beliggende syd for den dansk-tyske grænse i Sydslesvig i den nordtyske delstat Slesvig-Holsten. Kirken er viet til Jomfru Maria. Den er sognekirke i Sønder Løgum Sogn.
Kirken er første gang nævnt i skriftlige kilder i 1240. Kirken har i begyndelsen været et kapel og filialkirke til kirken i nabobyen Humtrup. Senere blev kirken udvidet. Bygningen er opført i mursten, dens ældste dele viser spor af rundbuen. Der er intet tårn, men i stedet et klokkehus af træ på kirkegården. Omkring 1500 blev det romanske bjælkeloft skiftet ud med gotiske hvælvinger i såvel skib og i kor. I samme periode blev langhuset og koret udvidet. I 1600- og 1700-tallet kom flere præster fra Claudius-familien, som senere blev kendt via den holstenske forfatter Matthias Claudius. I 1929/1930 blev kirken grundlæggende restaureret og fornyet.
Kirkens indre præges af flere kalkmalerier fra sengotikken og renæssancen. De viser Dommedagen og scener fra Jesu liv. Den ældste genstand i kirke er granit-dobefonten fra 1100-tallet. Lektorie-prædikestolen er fra 1610. Syv ovale portrætter af Claudius-præsterne og deres koner fra et epitafium fra omkring 1700 hænger i dag på skibets sydvæg. I 2015 fik kirken et nyt Marcussen & Søn-orgel.

## Billeder
- Prædikestolen
- Døbefonten
- Kirkens indre med kalkmalerier
- Marcussen & Søn-orgel